# Michael Sharland
Michael Stanley Reid Sharland (1899 – 1987) è stato un giornalista, fotografo e ornitologo australiano.
Nato e vissuto in Tasmania, Sharland ha vissuto e lavorato anche a Sydney, Melbourne e Londra.
Divenuto membro della RAOU (Royal Australasian Ornithologists Union) nel 1921, Sharland ne divenne segretario per il Nuovo Galles del Sud durante la sua permanenza in questo Stato (1934-1941) e segretario per la Tasmania dall'anno successivo al 1964, salvo poi divenire presidente dell'associazione nel triennio 1949-1951.
Nel 1971 diede il via alla costituzione della Bird Observers Association of Tasmania.
Oltre a numerose pubblicazioni, Sharland è stato autore anche di alcuni libri, fra cui:
- 1945 - Tasmanian Birds. A field guide to the birds inhabiting Tasmania and adjacent islands, including the sea birds. Mercury Press: Hobart.
- 1952 - Stones of a Century. Oldham, Beddome & Meredith: Hobart.
- 1958 - Tasmanian Birds. A field guide to the birds inhabiting Tasmania and adjacent islands, including the sea birds. Angus & Robertson: Sydney.
- 1963 - Tasmanian Wild Life. A popular account of the furred land mammals, snakes and introduced mammals of Tasmania. Melbourne University Press: Parkville.
- 1964 - A Territory of Birds. Rigby Ltd: Adelaide.
- 1967 - Birds of the Sun. Angus & Robertson Ltd: Sydney.
- 1971 - A Pocketful of Nature. The Mercury: Hobart.
- 1981 - A Guide to the Birds of Tasmania. Drinkwater Publishing: Hobart.